# スローイング・ミュージズ
スローイング・ミュージズ (Throwing Muses) は、アメリカのロックバンド。1981年にニューポートで結成。

## 略歴
同じ高校の同級生であり異父姉妹でもあるクリスティン・ハーシュとタニヤ・ドネリーを中心に結成。当初のバンド名は「Kristin Hersh and the Muses」だったその後ベーシストにエレイン・アダムデス、ドラマーにベッカ・ブルーメンが加入するが1983年に脱退。新ベーシストにレスリー・ランストン、新ドラマーにデヴィッド・ナルシーゾが加入した。
1984年に自主レーベルよりEP『Stand Up』をリリースしデビュー。その後バンドは4ADと契約し、アメリカで最初に4ADと契約したバンドとなる。1986年にギル・ノートンプロデュースのセルフタイトルの1stアルバムをリリース。続けて1988年に2ndアルバム『ハウス・トルネード』をサイアー・レコードからリリース。1989年に3rdアルバム『Hunkpapa』を発表した後、1990年にベーシストのランストンが脱退。新しくフレッド・アボンが加入し4枚目のアルバム『リアル・ラモーナ』を1991年にリリースするが、ドネリーがブリーダーズでの活動に専念するため脱退。
1992年にバンドは新ベーシストのバーナード・ジョージズを迎え5枚目のアルバム『レッド・ヘヴン』をリリース。アルバムには元ハスカー・ドゥのボブ・モールドがデュエット参加している。1994年にハーシュはソロ・アルバム『Hips and Makers』を発表した。1995年発表の6枚目のアルバム『ユニヴァーシティ』の内容はプレスから賞賛されるが売れ行きは思わしくなく、その後サイアーを解雇される。1996年に7枚目のアルバム『リンボー』をライコディスクよりリリース。1997年にバンドは解散し、ハーシュはソロ活動を本格化させる。
2003年にバンドは再結成を発表し、同時期に8枚目のアルバム『スローイング・ミュージズ』をリリース。タニヤ・ドネリーもコーラスで参加した。2013年に10年ぶり9枚目のアルバム『Purgatory / Paradise』を発表した。

## メンバー

### 現メンバー
- クリスティン・ハーシュ（Kristin Hersh） - ボーカル、ギター （1981年 - ）
- バーナード・ジョージズ（Bernard Georges） - ベース （1992年 - ）
- デヴィッド・ナルシーゾ（David Narcizo） - ドラムス （1983年 - ）

### 旧メンバー
- タニヤ・ドネリー（Tanya Donelly） - ボーカル、ギター （1981年 - 1991年）
- エレイン・アダムデス（Elaine Adamedes） - ベース （1981年 - 1983年）
- レスリー・ランストン（Leslie Langston） - ベース （1984年 - 1990年）
- フレッド・アボン（Fred Abong） - ベース （1990年 - 1991年）
- ベッカ・ブルーメン（Becca Blumen） - ドラムス （1981年 - 1983年）

## ディスコグラフィ

### スタジオ・アルバム
- 『スローイング・ミュージズ』 - Throwing Muses (1986年)
- 『ハウス・トルネード』 - House Tornado (1988年)
- Hunkpapa (1989年) 全英59位
- 『リアル・ラモーナ』 - The Real Ramona (1991年) 全英26位
- 『レッド・ヘヴン』 - Red Heaven (1992年) 全英13位
- 『ユニヴァーシティ』 - University (1995年) 全英10位
- 『リンボー』 - Limbo (1996年) 全英36位
- 『スローイング・ミュージズ』 - Throwing Muses (2003年) 全英75位
- Purgatory / Paradise (2013年)
- Sun Racket (2020年)

### ライブ・アルバム
- The Curse (1992年)
- Live In Providence (2001年)

### コンピレーション・アルバム
- Lonely Is an Eyesore (1987年)
- This Is Fort Apache (1995年)
- 『イン・ア・ドッグハウス』 - In a Doghouse (1998年)
- Anthology (2011年)

### EP
- Stand Up  (1984年)
- The Doghouse Cassette (1985年)
- Chains Changed (1987年)
- The Fat Skier (1987年)
- Counting Backwards (1988年)
- Live To Tape (1997年)

### シングル
- Saving Grace (1988年)
- The River (1988年)
- Dizzy (1989年)
- Counting Backwards (1991年)
- Not Too Soon (1991年)
- Firepile (1992年)
- Bright Yellow Gun (1994年)
- Shimmer (1995年)
- Snakeface (1995年)
- Ruthie's Knocking (1996年)
- Shark (1996年)
- Freeloader (1996年)
- Mercury (2003年)
- Portia (2003年)